# Valentino Rossi: The Game
Valentino Rossi: The Game est un jeu vidéo de course, développé et édité par Milestone, sorti en France le 16 juin 2016 sur PlayStation 4, PC et Xbox One.
Il tient son nom du champion Valentino Rossi.

## Accueil
- IGN Espagne : 7,9/10[1]
- Jeuxvideo.com : 14/20[2]